# Colin McRae Rally 2.0
Pour la version N-Gage éponyme, voir Colin McRae Rally 2005.
Colin McRae Rally 2.0 est un jeu vidéo de rallye automobile développé et édité par Codemasters, sorti en 2000 sur PlayStation et Windows. Une version Game Boy Advance adaptée est sortie en 2002. C'est la suite de Colin McRae Rally (1998).
Colin McRae Rally 2.0 est aussi le nom du portage du jeu sur Game Boy Advance. Il est issu d'une collaboration entre Ubisoft et Codemasters et est sorti en 2002.
Une version Dreamcast a été en développement mais fut annulé à cause de ventes décevantes du jeu.

## Accueil
- Gamekult : 9/10[3] (PlayStation)
- IGN : 8,9/10[1] (GameBoy Advance)